# مخمس (آلة)

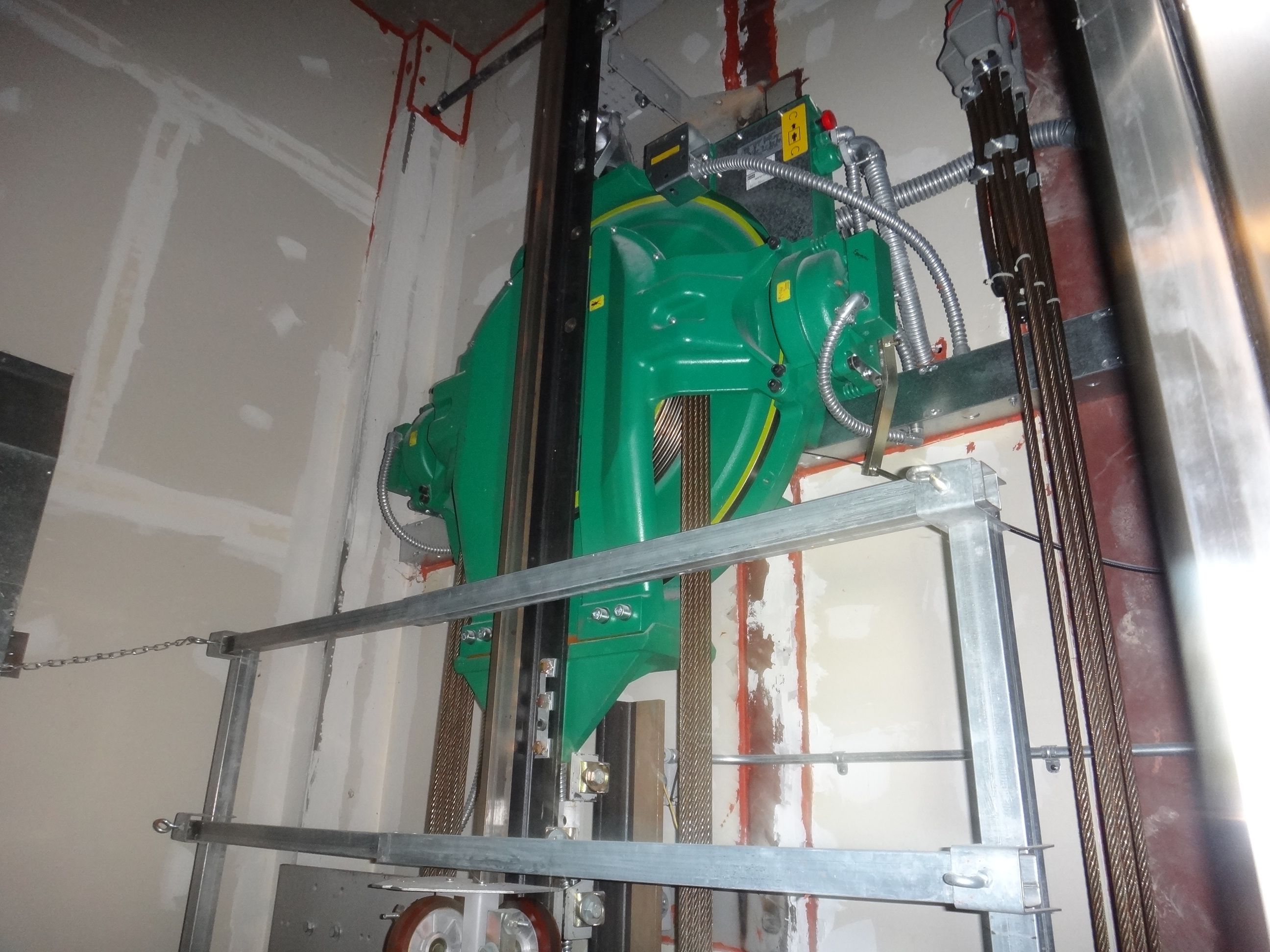
مخمس فوق المصعد

المُخَمَّس أو المِرْفَع (بالإنجليزية: Hoist) هو جهاز يستخدم لرفع أو خفض الحمولة عن طريق أسطوانة أو عجلة رفع يلتف حولها حبل أو سلسلة. يمكن تشغيلها يدويًا أو كهربائيًا أو هوائيًا وقد تستخدم سلسلة أو أليافًا أو حبلًا سلكيًا وسيلةً للرفع. الشكل الأكثر شيوعًا هو المصعد، حيث تُرفَع وتُخْفَض عربته بواسطة آلية المخمس. تقترن معظم المخمسات بأحمالها باستخدام خطاف رفع. يوجد اليوم عدد قليل من الهيئات الحاكمة لصناعة المخمسات العلوية في أمريكا الشمالية والتي تشمل معهد تصنيع المخمسات، والجمعية الأمريكية للمهندسين الميكانيكيين، وإدارة السلامة والصحة المهنية. HMI هو مجلس منتج لصناعة مناولة المواد في أمريكا ويتكون من مصنعي المخمسات الذين يروجون للاستخدام الآمن لمنتجاتهم.